# Charles Depéret
Charles Depéret, o Carles en la forma catalana, (Perpinyà, 25 de juny del 1854 - Lió, 18 de maig del 1929) va ser un geòleg i paleontòleg rossellonès.

## Biografia
Després d'estudiar al liceu François Arago de Perpinyà, es traslladà a París, on es doctorà en ciències naturals (1885). Treballà de metge militar del 1877 al 1888; de primer, a Algèria, aleshores colònia francesa, i posteriorment a Grenoble  i a la caserna de Sathonay als afores de Lió. El 1888 va esdevenir professor adjunt de minerologia i geologia a la universitat de Marsella i el 1889 obtingué la plaça de professor de geologia de la facultat de ciències de la universitat de Lió, d'on més endavant (hi ensenyà durant 33 anys en total) en seria professor de paleontologia (1924-1929), catedràtic de geologia i degà. Quan era a la universitat lionesa reprengué i completà les obres de Charles-François Fontannes, sobre el Terciari de la vall del Roine i edità un important estudi que Claude Jourdan havia deixat inacabat sobre els mamífers del Terciari i el Quaternari.
Va fer prospeccions a diversos indrets dels Països Catalans, estudiant-hi els lignits i els mamífers fòssils, i publicà una memòria sobre els vertebrats de l'oligocè inferior a Tàrrega i a Calaf, un estudi sobre Sineu i analitzà les troballes del metge perpinyanenc Donnezan al serrat d'en Vaquer als afores de Perpinyà. De la seva producció intel·lectual destaquen els estudis sobre els vertebrats del Terciari i la seva classificació del Quaternari, basada en l'eustatisme, i la defensa que va fer dels controvertits artefactes prehistòrics trobats a Glozel. Se li atribueix la introducció dels conceptes burdigalià i vindobonienc (dos nivells estratigràfics del Miocè) a la literatura científica. Establí el gènere Protragocerus (un antílop del Miocè) el 1887, i el 1927 descobrí al nord de l'Àfrica, juntament amb J.Savornin, els primers fòssils de carcarodontosaure. Fundà la Societat de paleontologia Humana de Lió. Es dedicà també a la cartografia i confegí dos fulls de la Cartografia Geològica de França.
Va ser membre de l'Acadèmia Francesa de Ciències (corresponent a partir de 1898 i titular el 1913, el primer membre de l'Acadèmia que no vivia a París), de la Société géologique de France i membre corresponent de l'Acadèmia de Ciències i Arts de Barcelona (altres societats que el tingueren per membre foren l'Acadèmia de Ciències de Nova York, la Societat geològica de Londres i l'Acadèmia Russa de les Ciències). Té un carrer a Tassin-la-Demi-Lune, població on visqué, una plaça a Lió i una avinguda a Perpinyà dedicades al seu nom. El Museu d'Història Natural de Perpinyà té una sala dedicada al seu nom on s'exposen animals desapareguts o gairebé extints dels Pirineus Orientals.

## Espècies descrites
- Majungasaurus crenatissimus (Depéret, 1896)
- Hyaenodon nouleti (Depéret, 1917), dedicada al descobridor, Jean-Baptiste Noulet

## Obres
- Description géologique du bassin tertiaire du Roussillon Paris: G. Masson, 1885 (tesi doctoral)
- Recherches sur la succession des faunes de vertébreés miocènes de la vallée du Rhone Lyon; H. Georg, 1887
- Notes stratigraphiques sur le bassin tertiaire de Marseille 1889
- Fontannes, Francisque; Depéret, C. Études stratigraphiques et paléontologiques pour servir à l'histoire de la période tertiaire dans le bassin du Rhône / IX, Les terrains tertiaires marins de la côte de Provence. Première partie, Les Faluns de la côte de Carry, étages aquitanien et langhien. Le Rouet. Carry. Sausset..  París: Société géologique de France, 1889.
- Depéret, C.; Donnezan, Albert. Les animaux pliocènes du Roussillon.  París: Librairie polytechnique Baudry et cie, 1890.[11]
- La faune de mammifères miocènes de la Grive-Saint-Alban (Isère) et de quelques autres localités du bassin du Rhone : documents nouveaux et revision générale Lyon: H. Georg, 1892
- Note sur la classification et le parallélisme du système Miocène, al Bulletin de la Société géologique de France 3e série, vol. 20 (1892), p. CXLV-CLVI
- Sur la classification & le parallélisme du système miocène Paris: Société géologique de France, 1893
- Frédéric Delafond Les terrains tertiaires de la Bresse et leur gîtes de lignites et de minerais de fer Paris: Imprimerie nationale, 1893
- Aperçu général sur la bordure nummulitique du massif ancien de Barcelone et étude de la fauna oligocène de Calaf, a Bulletin de la Société géologique de France 3, 26 (1898) p. 713-724
- Observations sur les terrains néogènes de la région de Barcelone, a Bulletin de la Société géologique de France 3e série, t. XXVI (1898) p. 853-858
- Depéret, C.; Douxami, Henri. Les Vertébrés oligocènes de Pyrimont-Challonges (Savoie).  Basel: Birkhäuser, 1902.
- Depéret, C.; Román, Fréderic. Monographie des pectinides neogènes de l'Europe et des régions voisines.  París: Société Géologique de France, 1902-1905.
- Vidal, Lluís Marià; Depéret, C. «Contribución al estudio del oligoceno en Cataluña = Contribution a l'étude de l'oligocene de Catalogne». Memorias de la Real Academia de Ciencias y Artes de Barcelona, 116, 1906.
- C.Depéret; L.Vidal Sur le bassin oligocène de l'Ebre et l'histoire tertiaire de l'Espagne Paris: Gauthier-Villars, 1906
- Vidal, Lluís Marià; Depéret, C. «Los Vertebrados del Oligoceno inferior de Tárrega (prov. de Lérida) = Les vertébrés de l'Oligocéne inférieur de Tárrega (province de Lérida)». Memorias de la Real Academia de Ciencias y Artes de Barcelona, V, 21, 1906.
- Les transformations du monde animal Paris: Flammarion, 1908 (diverses reedicions: 1929 «Enllaç».)
  - The transformations of the animal world London: K. Paul,1909[nt 1]
- Monographie de la faune de mammifères fossiles du Ludien inférieur d'Euzet-les-Bains (Gard) Lyon: A. Rey, 1917[nt 1]
- C.Depéret; F.Román Le Felsinotherium Serresi des sables pliocènes de Montpellier et les rameaux phylétiques des sireéniens fossiles de l'ancien monde Lyon: Henri Georg, 1920
- C.Depéret; Paul Fallot Sur l'âge des formations a lignite de l'île de Majorque, a Comptes rendus des séances de l'Académie des sciences t. 172 (1921)
- Études géographiques sur Lyon et sa région Lyon: Impressions de M. Audin et Cie, 1922
- Lucien Mayet; C. Depéret; F.Roman Les éléphants pliocènes Lyon: A. Rey, 1923
- Bartolomé Darder Pericas; C. Depéret; P. Fallot Estudio geológico de los alrededores de Sineu y del Puig de Sant Onofre (Región central de Mallorca) Madrid: 1925
- Dolichopithecus arvernensis Depéret : nouveau singe du Pliocène supérieur de Sénèze (Hte-Loire) Lyon: Faculté des sciences, 1929
- Carte géologique détaillée. / 177, St-Etienne Paris: Service de la carte géologique de la France, 1938 (2a edició)